# SACLA
Ne doit pas être confondu avec Saclas.

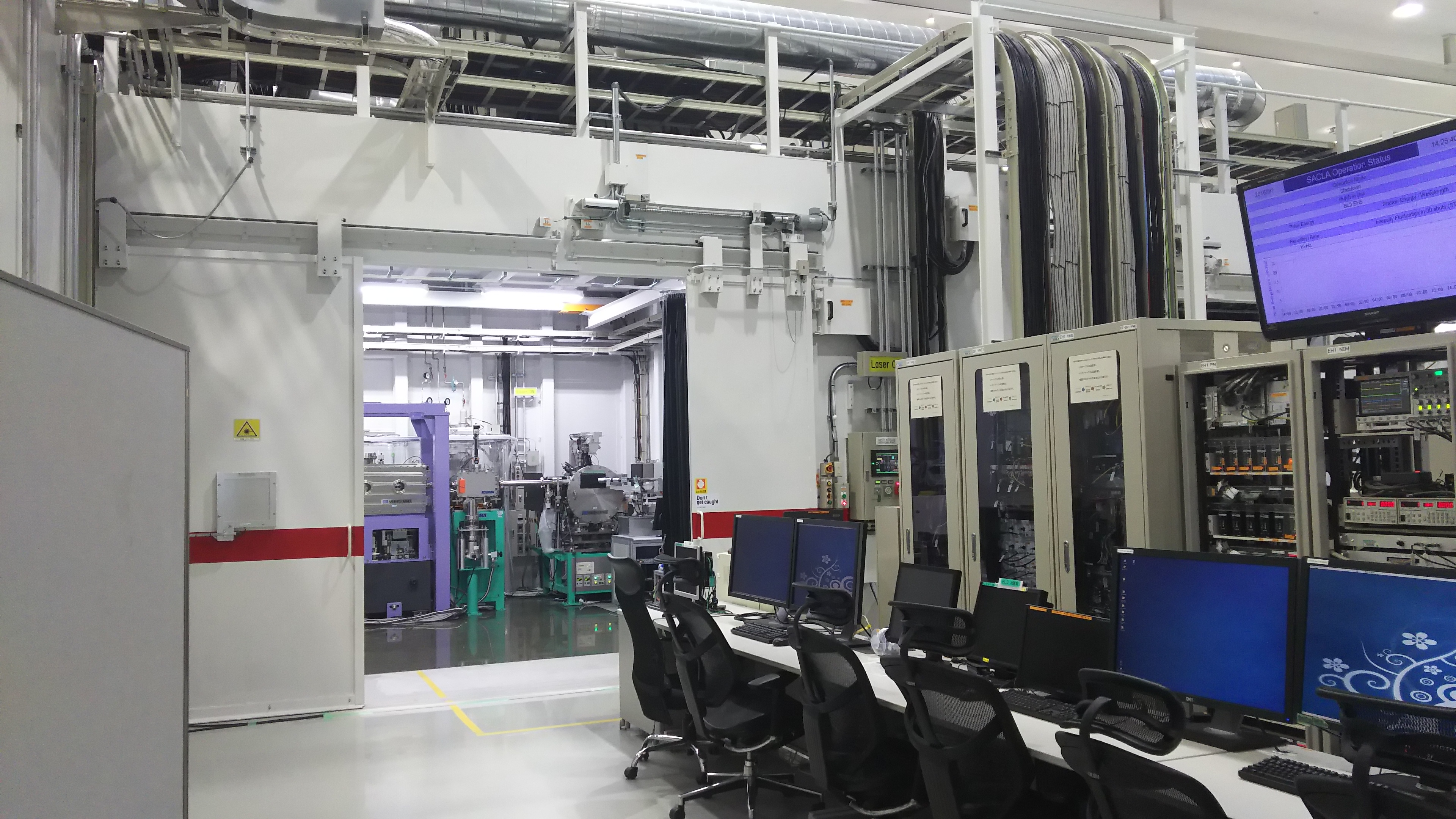
Une partie des installations expérimentales de SACLA

Le SPring-8 Angstrom Compact free electron LAser, appelé SACLA (prononcez (Sa-Ku-Ra) ), est un laser à électrons libres (X-FEL) installé au Japon, dans la préfecture de Hyōgo, dans le complexe du synchrotron SPring-8,. Lors de sa mise en service, en 2011, c'était le deuxième plus puissant laser à électrons libres au monde et le premier au Japon,.

## Conception
Comme d'autres lasers à électrons libres, SACLA utilise des émissions spontanées auto-amplifiées pour atteindre des intensités de rayons X extrêmement élevées. L'installation utilise des ondulateurs à courte période fonctionnant sous vide permettant d'atteindre des longueurs d'onde de 0,6 Å sur une distance relativement courte de 700 m comparativement à 2 km pour le LCLS du Centre de l'accélérateur linéaire de Stanford et à 3,4 km pour le Laser européen à électrons libres et à rayons X,. Un faisceau d'électrons de 8,5 GeV est utilisé comme source.

## Informations auprès du public
Les responsables de l'installation décidèrent de réaliser un certain nombre de courts métrages animés pour promouvoir ses capacités de recherche auprès du public. En juillet 2013, furent présentés deux courts-métrages animés intitulés "Picotopia", concernant la biologie cellulaire, et "Wasureboshi", qui abordait le thème de la fécondation humaine. Le 3 décembre 2013, un autre court métrage d'animation intitulé «Mirai Koshi: Harima SACLA» a été réalisé pour promouvoir la capacité du SACLA à détecter les atomes et les molécules. 